# Eleccions al Parlament Europeu de 1979 (Països Baixos)
Les eleccions al Parlament Europeu de 1979 als Països Baixos van ser les eleccions celebrades el 7 de juny per a escollir als 25 eurodiputats neerlandesos per a la I legislatura del Parlament Europeu. Les eleccions no van superar el 59% de la participació, per sota de la mitjana de la Comunitat Econòmica Europea, i van ser guanyades per la Crida Demòcrata Cristiana.

## Sistema electoral
Els eurodiputats holandesos van ser elegits per representació proporcional multinominal en una única circumscripció. Els partits polítics tenien la possibilitat de formar aliances electorals (lijstverbinding). Els escons es van repartir entre els partits i les aliances electorals que superessin la quota electoral (equivalent al nombre de vots emesos dividit pel nombre d'escons) seguint el mètode d'Hondt. Dins de les aliances electorals, els escons es reparteixen entre els partits segons el mètode de major resta.
En aquestes eleccions tots els ciutadans holandesos de 18 anys o més van poder votar, i els de 25 o més es van poder presentar. També van poder votar els estrangers de la Comunitat Econòmica Europea que vivien als Països Baixos, sempre que la legislació del seu país d'origen no els prohibís fer-ho.

## Resultats
La Crida Demòcrata Cristiana, integrada al Partit Popular Europeu, va guanyar les eleccions amb el 35,6% dels vots i 10 eurodiputats enfront del 30,4% dels vots i 9 escons del Partit del Treball, que formava part de la Confederació dels Partits Socialistes de la Comunitat Europea. També van obtenir representació al Parlament Europeu el liberal Partit Popular per la Llibertat i la Democràcia amb 4 escons i els Demòcrates 66 amb 2 escons.
| Candidatura                                           | Facció europea        | Sufragis  | Sufragis | Escons   | Escons   |
| Candidatura                                           | Facció europea        | Vots      | %        | Dip.     | Dif.     |
| ----------------------------------------------------- | --------------------- | --------- | -------- | -------- | -------- |
| Crida Demòcrata Cristiana (CDA)                       | PPE                   | 2.017.743 | 35,60%   | 10       |          |
| Partit del Treball (P.v.d.A)                          | UPSCE                 | 1.722.240 | 30,40%   | 9        |          |
| Partit Popular per la Llibertat i la Democràcia (VVD) | LDE                   | 914.787   | 16,10%   | 4        |          |
| Demòcrates 66 (D66)                                   |                       | 511.967   | 9,00%    | 2        |          |
| Partit Polític Reformat (SGP)                         |                       | 126.412   | 2,20%    |          |          |
| Partit Comunista dels Països Baixos                   |                       | 97.343    | 1,70%    |          |          |
| Partit Socialista Pacifista                           |                       | 97.243    | 1,70%    |          |          |
| Partit Polític dels Radicals                          |                       | 92.055    | 1,60%    |          |          |
| Unió Política Reformada                               |                       | 62.610    | 1,10%    |          |          |
| Llista Leschot                                        |                       | 24.903    | 0,40%    |          |          |
| Vots a candidatures                                   | Vots a candidatures   | 5.667.303 | 99,42    | 25       |          |
| Vots nuls o no vàlids                                 | Vots nuls o no vàlids | 33.300    | 0,58%    | Kiesraad | Kiesraad |
| Vots emesos                                           | Vots emesos           | 5.700.603 | 58,12%   | Kiesraad | Kiesraad |
| Cens total                                            | Cens total            | 9.808.176 |          | Kiesraad | Kiesraad |